# Rot-Weiss Essen

Rot-Weiss Essen er en tysk fodboldklub fra Essen, der spiller i den tredje bedste tyske række, 3. Liga. Klubben er opkaldt efter sin spilledragt.

## Historie
Klubben blev grundlagt i 1907 under navnet SV Vogelheim. I 1923 tog den det nuværende navn.
I 1938 var klubben for første gang med i topstriden i tysk fodbold. Efter 2. verdenskrig befandt klubben sig i den næstbedste række, men allerede i 1952 lykkedes det at rykke op. Året efter kom første titel i hus, da klubben vandt pokalturneringen med 2-1 over Alemannia Aachen og to år senere kom det nationale mesterskab i hus. Derefter gik det ned ad bakke, og i 1961 rykkede klubben ned.
Første gang klubben rykkede op i Bundesligaen var i 1966, men det blev til en hurtig nedrykning, og siden har tilværelsen været blandet med flere op og nedrykninger mellem Bundesligaen og 2. Bundesliga. 1980'erne og 90'erne bød også på 3 tvangsnedrykninger på grund af dårlig økonomi. Alligevel kom klubben i 1994 til finalen i pokalturneringen, som dog blev tabt til Werder Bremen.
I 2004 kom klubben tilbage til 2. Bundesliga, men rykkede straks ned igen. I 2006 kom klubben igen op i 2. Bundesliga, men igen rykkede klubben straks ned.

## Resultater

### Titler
Tyske mesterskab
- Vinder (1): 1955

Tysk pokalvinder
- Vinder (1): 1953
- Sølv (1): 1994

Tysk amatørmester
- Vinder (1): 1992

Regionalliga West
- Vinder (1): 2022

Nedre Rhin Cup
- Vinder (10): 1995, 2002, 2004, 2008, 2011, 2012, 2015, 2016, 2020, 2023
- Sølv (4): 2009, 2010, 2017, 2018

Vesttysk pokalturnering
- Vinder (2): 1952, 1973
- Sølv (2): 1953, 1956

## Kendte spillere
- Otto Rehhagel
- Horst Hrubesch
- Helmut Rahn
- Mario Basler
- Mesut Özil

## Danske spillere
- Peter Foldgast
- Peter Dahl
- Flemming Lund
- Bjarne Goldbæk
- Karim Zaza
- Karsten Jensen
- Lennart Lynge Larsen